# Lansana Fofana
Pour les articles homonymes, voir Fofana.
Lansana Fofana est un économiste, statisticien et homme politique guinéen.
Le 22 janvier 2022, il est nommé conseiller au sein du Conseil national de la transition guinéen dirigé par Dansa Kourouma en tant que représentant des chambres consulaires,